# Fuentelarreina
Fuentelarreina est un quartier madrilène appartenant à l’arrondissement de Fuencarral - Le Pardo. Il est délimité au nord par le chemin de la Montagne Carmelo, à l'est par les rues Gabriela Mistral, Gavilanes, Gascons et Cantalejo, au sud par l'Avenue de l'Illustration et à l'ouest par la route du Pardo et le mur de la montagne du Pardo.

## Transports

### Train
Le quartier ne possède aucune gare de proximité. La gare la plus proche est celle du Pitis (C-7 et C-8).

### Métro
Le quartier ne possède pas non plus de gares de métro. Les stations les plus proches sont accessibles par des lignes de bus:
- Moncloa (lignes 3 et 6, quartier de Argüelles, arrondissement de Moncloa-Aravaca) par les bus 82, 83 et 133.
- Ville Universitaire (ligne 6, quartier de Ville Universitaire, arrondissement de Moncloa-Aravaca) par le bus 82.
- Avenue de l'Illustration (ligne 7, quartier de Peñagrande) par les bus 83 et 133.
- Quartier du Pilar (ligne 9, quartier du Pilar) par le bus 83.
- Herrera Oria (ligne 9, quartier du Pilar) par le bus 133.

### Bus
Quelques lignes de bus desservent le quartier.
| Ligne     | Trajet                                |
| --------- | ------------------------------------- |
| Ligne 82  | Moncloa – Bº Peñagrande               |
| Ligne 83  | Moncloa – Quartier du Pilar           |
| Ligne 133 | Pza. Callao – Mirasierra              |
| Ligne N20 | Pza. Cibeles – Quartier de Peñagrande |

De plus, les lignes intercités 601, 602 et 815 s'arrêtent dans le quartier.

## Site touristique
Il est possible de visiter la Chapelle de Saint-Domingue de la Chaussée dans les environs.